# Microrégion de Japura

Localisation de la microrégion de Japura.

La microrégion de Japura est l'une des deux microrégions qui subdivisent le Nord de l'État de l'Amazonas au Brésil.
Elle comprend deux municipalités qui regroupaient 33 932 habitants en 2006 pour une superficie totale de 72 702 km2.

## Municipalités[1]
- Japurá
- Maraã